# Overgangsklasse hockey heren 2013/14
Het seizoen 2013/14 van de Overgangsklasse hockey bij de heren ging van start op 8 september 2013 en duurde met uitzondering van de winterstop tot 4 mei 2014. 
Na twee seizoenen in de Overgangsklasse geëxperimenteerd te hebben met een voorcompetitie en promotie- en degradatiepoules, was in dit seizoen de Overgangsklasse weer terug in zijn oude vorm met twee poules van twaalf teams. De promotie/degradatie met de Eerste klasse was daarbij wel veranderd.

## Clubs
De clubs die dit seizoen aantreden in de Overgangsklasse A:
| Club          | Stad              | Accommodatie             | Coach               |
| ------------- | ----------------- | ------------------------ | ------------------- |
| Almere        | Almere            | Sportpark Klein Brandt   | Alejandro Verga     |
| HC Amersfoort | Amersfoort        | Birkhoven                | Marc de Moor        |
| HC Breda      | Breda             | Ruitersbos               | Remco van Wijk      |
| HUDITO        | Delft             | Rotterdamseweg 183A      | Niels Lemmers       |
| Huizer HC     | Gooise Meren      | Sportpark Bestevaer      | Craig Sieben        |
| LOHC          | Leiden            | Sportpark de Krogt       | Hans Streeder       |
| MHC Oss       | Oss               | De Rusheuvel             | Jeroen Schoenmakers |
| Push          | Breda             | Nieuwe Inslag 97         | Herman Kruis        |
| UHC Qui Vive  | Uithoorn          | De Kwakel                | Wouter Otto         |
| SCHC          | De Bilt/Bilthoven | Sportpark Kees Boekelaan | Pim Wijzenbeek      |
| HV Victoria   | Rotterdam         | Sportpark Kralingseweg   | Ronald Hugers       |
| HC Zwolle     | Zwolle            | Sportpark Het Hoge Laar  | Peter Kooke         |

De clubs die dit seizoen aantreden in de Overgangsklasse B:
| Club          | Stad                  | Accommodatie                | Coach                  |
| ------------- | --------------------- | --------------------------- | ---------------------- |
| AMHC          | Alkmaar               | Gemeentesportpark Alkmaar   | Bastiaan Ophof         |
| Cartouche     | Leidschendam-Voorburg | Sportpark Duivesteijn       | Sonja Thomann          |
| MHC HBS       | Bloemendaal           | Complex 'Bleek en Berg'     | Nanco Jansonius        |
| HDM           | Den Haag              | Complex Duinzigt            | Marcel van der Heijden |
| HIC           | Amstelveen            | Sportpark Escapade          | Siegfried Aikman       |
| HCKZ          | Den Haag              | Sportpark Klein Zwitserland | Peter Kalfsterman      |
| NMHC Nijmegen | Nijmegen              | Sportpark d'Almarasweg      | Rein van Eijk          |
| Rood-Wit      | Bloemendaal           | AMHC Rood-Wit               | Wieger Wiese           |
| Union         | Heumen                | Sportpark De Kluis          | Pancho van de Broek    |
| Voordaan      | De Bilt/Bilthoven     | Sportpark Lindenlaan        | Marieke Dijkstra       |
| Were Di       | Tilburg               | Sportpark IJsclubweg        | Steven Hendrickx       |
| Zwart-Wit     | Breda                 | Sportpark Ginneken          | Bas Dirks              |

## Eindstanden
| #  | Club       | GS | W  | G | V  | P  | DV      | DT      | DS  |
| -- | ---------- | -- | -- | - | -- | -- | ------- | ------- | --- |
| 1  | Push       | 22 | 14 | 5 | 3  | 47 | 75 - 43 | 75 - 43 | +32 |
| 2  | SCHC       | 22 | 14 | 4 | 4  | 46 | 67 - 42 | 67 - 42 | +25 |
| 3  | Leiden     | 22 | 12 | 4 | 6  | 40 | 58 - 46 | 58 - 46 | +12 |
| 4  | Breda      | 22 | 12 | 3 | 7  | 39 | 62 - 48 | 62 - 48 | +14 |
| 5  | Victoria   | 22 | 12 | 2 | 8  | 38 | 65 - 55 | 65 - 55 | +10 |
| 6  | Qui Vive   | 22 | 11 | 2 | 9  | 35 | 60 - 48 | 60 - 48 | +12 |
| 7  | Huizen     | 22 | 8  | 5 | 9  | 29 | 63 - 57 | 63 - 57 | +6  |
| 8  | Oss        | 22 | 8  | 2 | 12 | 26 | 55 - 77 | 55 - 77 | -22 |
| 9  | Almere     | 22 | 7  | 4 | 11 | 25 | 52 - 49 | 52 - 49 | +3  |
| 10 | Amersfoort | 22 | 7  | 4 | 11 | 25 | 49 - 57 | 49 - 57 | -8  |
| 11 | HUDITO     | 22 | 5  | 3 | 14 | 18 | 59 - 75 | 59 - 75 | -16 |
| 12 | Zwolle     | 22 | 2  | 2 | 18 | 8  | 22 - 90 | 22 - 90 | -68 |

| #  | Club              | GS | W  | G | V  | P  | DV       | DT       | DS  |
| -- | ----------------- | -- | -- | - | -- | -- | -------- | -------- | --- |
| 1  | hdm               | 22 | 19 | 2 | 1  | 59 | 78 - 36  | 78 - 36  | +42 |
| 2  | Voordaan          | 22 | 19 | 1 | 2  | 58 | 105 - 30 | 105 - 30 | +75 |
| 3  | HBS               | 22 | 15 | 1 | 6  | 46 | 79 - 59  | 79 - 59  | +20 |
| 4  | HIC               | 22 | 11 | 5 | 6  | 38 | 64 - 54  | 64 - 54  | +10 |
| 5  | Cartouche         | 22 | 8  | 7 | 7  | 31 | 66 - 53  | 66 - 53  | +13 |
| 6  | Union             | 22 | 7  | 4 | 11 | 25 | 45 - 59  | 45 - 59  | -14 |
| 7  | Rood-Wit          | 22 | 6  | 6 | 10 | 24 | 51 - 50  | 51 - 50  | +1  |
| 8  | Nijmegen          | 22 | 5  | 6 | 11 | 21 | 42 - 65  | 42 - 65  | -23 |
| 9  | Were Di           | 22 | 5  | 5 | 12 | 20 | 50 - 70  | 50 - 70  | -20 |
| 10 | Zwart-Wit         | 22 | 5  | 5 | 12 | 20 | 44 - 65  | 44 - 65  | -21 |
| 11 | Klein Zwitserland | 22 | 4  | 5 | 13 | 17 | 43 - 81  | 43 - 81  | -38 |
| 12 | Alkmaar           | 22 | 3  | 3 | 16 | 12 | 39 - 84  | 39 - 84  | -45 |

Bijgewerkt incl. laatste ronde 04-05-2014

### Legenda
| Kleur | Kwalificatie voor                                           |
| ----- | ----------------------------------------------------------- |
|       | Kampioen overgangsklasse, promotie naar hoofdklasse         |
|       | Promotie naar hoofdklasse via Play-offs                     |
|       | Play-offs om promotie naar de hoofdklasse                   |
|       | Play-offs tegen degradatie naar de eerste klasse            |
|       | Degradatie naar de eerste klasse na verlies in de Play-offs |
|       | Degradatie naar de eerste klasse                            |

## Topscorers
Bijgewerkt t/m 23 maart 2014
| pos | Speler                   | Club       | tot.' |
| --- | ------------------------ | ---------- | ----- |
| 1.  | Matthijs Verhoef         | HBS        | 23    |
| 2.  | Kewali Zonneveld         | Oss        | 17    |
| 3.  | Stefan Duyf              | Push       | 16    |
| "   | Jos Douwma               | HIC        | 16    |
| 5.  | Jorge Rodriguez          | Breda      | 15    |
| 6.  | Rik van Doesburg         | Voordaan   | 14    |
| "   | Philip Thiadens          | Union      | 14    |
| "   | Dider Meijer             | HBS        | 14    |
| 9.  | Allard van Heemstra      | Huizen     | 13    |
| 10. | Joost Rijksen            | Amersfoort | 12    |
| "   | Benjamin van de Klundert | Leiden     | 12    |

## Play-offs promotie
Na de reguliere competitie werd het seizoen beslist door middel van play-offs om te bepalen wie er promoveert naar de Hoofdklasse 2014/15. De play-offs gingen volgens het best of three-principe. De nummers 1 van beide poules namen het tegen elkaar op. De winnaar van die wedstrijd promoveerde rechtstreeks naar de Hoofdklasse. De verliezer gaat naar ronde 2. De nummers 2 van de beide poules speelden ook tegen elkaar. De winnaar van die wedstrijd ging naar ronde 2. De verliezer lag eruit. 
De eerste ronde vond plaats op 11 en 17. Push won en promoveerde direct. hdm en beste nummer 2 Voordaan mochten aantreden in de tweede ronde. Deze vond plaats op 21, 24 en 25 mei 2014. Zie hiervoor: Hoofdklasse hockey heren 2013/14#Promotie/degradatie play-offs
Play off kampioenschap Overgangsklasse
| Datum              | Wedstrijd          | Uitslag       | Scoreverloop | Scheidsrechters              |
| ------------------ | ------------------ | ------------- | --- | ---------------------------- |
| 11 mei 2014, 15:00 | Push - hdm Verslag | 3 - 1 (1 - 0) | 7. Rogier Bantje 1-0, 26. Kieran Dartée (sc) 1-1, 57. Rogier Bantje 2-1, 69. Casper van Wandelen                                             | K. Tamminga W.M. Sinnige     |
| 17 mei 2014, 15:00 | hdm - Push Verslag | 2 - 3 (2 - 2) | 7. Rogier Bantje 0-1, 8. Casper van Wandelen 0-2, 23. Diederik Twaalfhoven 1-2, 29. Sven Galjaardt 2-2, (in verlenging) Gijs van der Ven 2-3 | J. Nagtzaam P. van den Assum |

Play off nummer 2 Overgangsklasse
| Datum              | Wedstrijd               | Uitslag       | Scoreverloop                                                                | Scheidsrechters           |
| ------------------ | ----------------------- | ------------- | --------------------------------------------------------------------------- | ------------------------- |
| 11 mei 2014, 15:00 | SCHC - Voordaan Verslag | 1 - 2 (0 - 2) | 19. Hans Claassen (sc) 0-1, 26. Rudolf van Schaik 0-2. 69. Ingwer Wiese 1-2 | M. Beishuizen L. Hendrikx |
| 17 mei 2014, 15:00 | Voordaan - SCHC Verslag | 2 - 1 (2 - 1) | 12.Thijs de Wert 0-1, 23. Daan Jongejan 1-1, 37. Adriaan Stolk 2-1          | M. Boxma S. Hovens        |

## Promotie/Degradatie Eerste klasse
| Overgangsklasse   | Resultaat | Eerste klasse   | Resultaat |
| ----------------- | --------- | --------------- | --------- |
| HUDITO            | 11A       | Leonidas        | 1B        |
| Klein Zwitserland | 11B       | EMHC            | 1C        |
| Amersfoort        | 10A       | Myra            | 2A        |
| Zwart-Wit         | 10B       | Ring Pass Delft | 2B        |

| Datum              | Wedstrijd                   | Uitslag               | Scoreverloop | Scheidsrechters                  |
| ------------------ | --------------------------- | --------------------- | --- | -------------------------------- |
| 21 mei 2014, 20:30 | Leonidas - HUDITO           | 4 - 3 (1 - 2) Verslag | 0-1 Lamens, 0-2 Nelk (sc), 1-2 Bech (sb), 2-2 Heuteman (sc), 3-2 Sluiter (sc), 3-3 Nelk (sc), 4-3 Vervoort (sc). | M. Christiaanse E. Michels       |
| 21 mei 2014, 21:00 | EMHC - Klein Zwitserland    | 1 - 1 (0 - 0)         | 1-0 Van Spaandonk (sc), 1-1 Van Beek (sc). ***EMHC wint na shoot-outs                                            | P. van Loon L. Rutten            |
| 21 mei 2014, 20:30 | Myra - Amersfoort           | 2 - 1 (1 - 1)         | 0-1 Rijksen (sc), 1-1 Beukering, 2-1 Van der Kamp.                                                               | L. Hendrikx B. Verwer            |
| 21 mei 2014, 20:30 | Ring Pass Delft - Zwart-Wit | 1 - 0 (1 - 0)         | 1-0 Cruz Delgado.                                                                                                | G. Linthorst S. Peekel           |
| 24 mei 2014, 11:45 | HUDITO - Leonidas           | 0 - 0 Verslag         | ***Leonidas wint na shoot-outs: 2 - 3                                                                            | P. van den Assum C. Vonhögen     |
| 24 mei 2014, 15:00 | Klein Zwitserland - EMHC    | 3 - 1 (1 - 1)         | 0-1 Lever, 1-1 Zwart, 2-1 Van Beek (sc), 3-1 R. Thomson.                                                         | S. Hovens D. Schippers           |
| 24 mei 2014, 15:00 | Amersfoort - Myra           | 3 - 1 (2 - 0)         | 1-0 Verdijk, 2-0 Vermeiden, 2-1 onbekend, 3-1 Rijksen.                                                           | B. Vriens J. van der Vlist       |
| 24 mei 2014, 15:00 | Zwart-Wit - Ring Pass Delft | 2 - 1 (0 - 1)         | 0-1 Oosterbaan, 1-1 Vissers, 2-1 Mual.                                                                           | J. Andela H. Hilhorst            |
| 25 mei 2014, 15:00 | EMHC - Klein Zwitserland    | 1 - 1 (1 - 0) Verslag | 1-0 Wever, 1-1 Kielman. ***Klein Zwitserland wint na shoot-outs.                                                 | J. Nagtzaam M. van den Wall Bake |
| 25 mei 2014, 15:00 | Myra - Amersfoort           | 3 - 1 (2 - 0)         | 1-0 De Wit (sc), 2-0 De Wit (sc), 2-1 onbekend, 3-1 De Wit (sc).                                                 | M. Otten F. Heijster             |
| 25 mei 2014, 15:00 | Ring Pass Delft - Zwart-Wit | 2 - 1 (0 - 1)         | 0-1 J. van Minde, 1-1 Schapers, 2-1 Schapers.                                                                    | T. Retra K. Tamminga             |

Leonidas, Myra en Ring Pass Delft promoveren ten koste van respectievelijk HUDITO, Amersfoort en Zwart-Wit. Klein Zwitserland blijft volgend seizoen in de overgangsklasse.
Heren: 1981/82 · 1982/83 · 1983/84 · 1984/85 · 1985/86 · 1986/87 · 1987/88 · 1988/89 · 1989/90 · 1990/91 · 1991/92 · 1992/93 · 1993/94 · 1994/95 · 1995/96 · 1996/97 · 1997/98 · 1998/99 · 1999/00 · 2000/01 · 2001/02 · 2002/03 · 2003/04 · 2004/05 · 2005/06 · 2006/07 · 2007/08 · 2008/09 · 2009/10 · 2010/11 · 2011/12 · 2012/13 · 2013/14 · 2014/15 · 2015/16 · 2016/17 · 2017/18 · 2018/19

Dames: 1981/82 · 1982/83 · 1983/84 · 1984/85 · 1985/86 · 1986/87 · 1987/88 · 1988/89 · 1989/90 · 1990/91 · 1991/92 · 1992/93 · 1993/94 · 1994/95 · 1995/96 · 1996/97 · 1997/98 · 1998/99 · 1999/00 · 2000/01 · 2001/02 · 2002/03 · 2003/04 · 2004/05 · 2005/06 · 2006/07 · 2007/08 · 2008/09 · 2009/10 · 2010/11 · 2011/12 · 2012/13 · 2013/14 · 2014/15 · 2015/16 · 2016/17 · 2017/18 · 2018/19